# Chotýšany
Chotýšany település Csehországban, a Benešovi járásban. Chotýšany Radošovice, Struhařov, Bílkovice, Vlašim és Postupice településekkel határos. Lakosainak száma 674 fő (2024. január 1.).

## Népesség
A település lakosságának változását az alábbi diagram mutatja:
| Lakosok száma | 747  | 842  | 708  | 471  | 462  | 456  | 555  | 569  | 604  | 674  |
|               | 1869 | 1890 | 1921 | 1950 | 1980 | 2001 | 2017 | 2019 | 2022 | 2024 |